# University of Bolton Stadium
Lo University of Bolton Stadium è un impianto calcistico di Horwich. Di proprietà della società calcistica del Bolton Wanderers Football Club, dal 1997 è sede degli incontri interni della sua prima squadra.
Noto dalla nascita e fino al 2014 come Reebok Stadium, a seguito della cessione dei diritti di denominazione all'azienda inglese Reebok. Nel 2014 assume il nome di Macron Stadium dopo un nuovo accordo similare con l'azienda italiana Macron.
Nell’agosto 2018 lo stadio cambia nuovamente nome, assumendo quello attuale, in seguito ad un accordo con l’Università di Bolton.